# Amerikaanse auto in 1957
Dit artikel geeft een overzicht van alle Amerikaanse en Australische personenwagens uit 1957. De auto's staan alfabetisch gerangschikt per merk.

## Noord-Amerika
| Chrysler |                  | concern:                  | onafhankelijk |
| Chrysler | divisie:         |                           |               |
| Chrysler | merk:            | Chrysler Verenigde Staten |               |
| Chrysler | model:           | 300 C/D/E                 |               |
| Chrysler | einde productie: | 1959                      |               |
| Chrysler | productieaantal: | 3707                      |               |

| Chrysler |                  | concern:                  | onafhankelijk |
| Chrysler | divisie:         |                           |               |
| Chrysler | merk:            | Chrysler Verenigde Staten |               |
| Chrysler | model:           | Dart                      |               |
| Chrysler | einde productie: | 1957                      |               |
| Chrysler | productieaantal: | ?                         |               |

| Chrysler |                  | concern:                  | onafhankelijk |
| Chrysler | divisie:         |                           |               |
| Chrysler | merk:            | Chrysler Verenigde Staten |               |
| Chrysler | model:           | New Yorker                |               |
| Chrysler | einde productie: | 1958                      |               |
| Chrysler | productieaantal: | ?                         |               |

| DeSoto |                  | concern:                | Chrysler Verenigde Staten |
| DeSoto | divisie:         |                         |                           |
| DeSoto | merk:            | DeSoto Verenigde Staten |                           |
| DeSoto | model:           | Adventurer              |                           |
| DeSoto | einde productie: | 1958                    |                           |
| DeSoto | productieaantal: | 1850                    |                           |

| Ford |                  | concern:              | onafhankelijk |
| Ford | divisie:         |                       |               |
| Ford | merk:            | Ford Verenigde Staten |               |
| Ford | model:           | F-Series              |               |
| Ford | einde productie: | 1960                  |               |
| Ford | productieaantal: | ?                     |               |

| Ford |                  | concern:               | onafhankelijk |
| Ford | divisie:         |                        |               |
| Ford | merk:            | Ford Verenigde Staten  |               |
| Ford | model:           | Fairlane Retractable/- |               |
| Ford | einde productie: | 1959/1957              |               |
| Ford | productieaantal: | 14.713/?               |               |

| Ford |                  | concern:              | onafhankelijk |
| Ford | divisie:         |                       |               |
| Ford | merk:            | Ford Verenigde Staten |               |
| Ford | model:           | Ranchero              |               |
| Ford | einde productie: | 1959                  |               |
| Ford | productieaantal: | ?                     |               |

| Imperial |                  | concern:                  | onafhankelijk |
| Imperial | divisie:         |                           |               |
| Imperial | merk:            | Imperial Verenigde Staten |               |
| Imperial | model:           | IM1                       |               |
| Imperial | einde productie: | 1958                      |               |
| Imperial | productieaantal: | ?                         |               |

| Metropolitan |                  | concern:                      | onafhankelijk |
| Metropolitan | divisie:         |                               |               |
| Metropolitan | merk:            | Metropolitan Verenigde Staten |               |
| Metropolitan | model:           | 1500                          |               |
| Metropolitan | einde productie: | 1961                          |               |
| Metropolitan | productieaantal: | 105.000                       |               |

| Plymouth |                  | concern:                  | Chrysler Verenigde Staten |
| Plymouth | divisie:         |                           |                           |
| Plymouth | merk:            | Plymouth Verenigde Staten |                           |
| Plymouth | model:           | Suburban                  |                           |
| Plymouth | einde productie: | 1959                      |                           |
| Plymouth | productieaantal: | ?                         |                           |

| Plymouth |                  | concern:                  | Chrysler Verenigde Staten |
| Plymouth | divisie:         |                           |                           |
| Plymouth | merk:            | Plymouth Verenigde Staten |                           |
| Plymouth | model:           | Belvedere                 |                           |
| Plymouth | einde productie: | 1959                      |                           |
| Plymouth | productieaantal: | ?                         |                           |

| Pontiac |                  | concern:                     | General Motors Verenigde Staten |
| Pontiac | divisie:         |                              |                                 |
| Pontiac | merk:            | Pontiac Verenigde Staten     |                                 |
| Pontiac | model:           | Star Chief Custom Bonneville |                                 |
| Pontiac | einde productie: | 1957                         |                                 |
| Pontiac | productieaantal: | ?                            |                                 |

| Studebaker |                  | concern:                    | onafhankelijk |
| Studebaker | divisie:         |                             |               |
| Studebaker | merk:            | Studebaker Verenigde Staten |               |
| Studebaker | model:           | Hawk Silver/-               |               |
| Studebaker | einde productie: | 1959/1961                   |               |
| Studebaker | productieaantal: | 7788                        |               |

## Australië
| Holden |                  | concern: | General Motors Verenigde Staten |
| Holden | divisie:         | |                                 |
| Holden | merk:            | Holden Australië |                                 |
| Holden | model:           | Standard Station Sedan / Special Station Sedan / Utility / Panel Van (2e generatie; FE / FC-serie; de Station Sedan is de stationwagenvariant; de sedans verschenen reeds in 1956) |                                 |
| Holden | einde productie: | 1960 |                                 |
| Holden | productieaantal: | ? |                                 |